# Пригородный сельсовет (Пензенская область)
При́городный сельсове́т — муниципальное образование в Сердобском районе Пензенской области. Наделено статусом сельского поселения.

## Общие сведения
Пригородный сельсовет располагается на юге Сердобского района. Площадь сельсовета — 23687 га. На территории сельского совета расположены 7 магазинов, 2 спортзала, 2 библиотеки, врачебная амбулатория (в селе Пригородное), 2 фельдшерско-акушерских пункта (в сёлах Байка, Салтыково), средняя общеобразовательная школа (в селе Пригородное), начальная школа (в селе Байка), 2 детских сада (в селе Пригородное). Общее население сельского совета — 5507 человека.

## История
Пригородный сельсовет образован 18 декабря 1996 года. Согласно Закону Пензенской области от 15.09.2010 № 1945-ЗПО «О преобразовании отдельных муниципальных образований Пензенской области» в Песчанский сельский совет включён Байковский сельсовет с населённым пунктом село Байка.
Законом Пензенской области от 15 сентября 2010 года № 1945-ЗПО, вступившим в силу 1 ноября 2010 года, сельские поселения Байковский сельсовет и Пригородный сельсовет преобразованы путём их объединения во вновь образованное сельское поселение Пригородный сельсовет с административным центром в селе Пригородное

## Население
| 2002  | 2010  | 2012  | 2013  | 2014  | 2015  | 2016  |
| ----- | ----- | ----- | ----- | ----- | ----- | ----- |
| 5773  | ↘5507 | ↗5956 | ↘5849 | ↘5777 | ↘5733 | ↘5622 |
| 2017  | 2018  | 2021  |       |       |       |       |
| ↘5490 | ↘5382 | ↘4967 |       |       |       |       |

## Состав сельского поселения
| № | Населённый пункт | Тип населённого пункта       | Население |
| - | ---------------- | ---------------------------- | --------- |
| 1 | Байка            | село                         | ↘554      |
| 2 | Подгоренки       | село                         | ↗76       |
| 3 | Пригородное      | село, административный центр | ↘4438     |
| 4 | Салтыково        | село                         | ↘152      |